# Parasmittina contraria
Parasmittina contraria är en mossdjursart som beskrevs av Seo 1992. Parasmittina contraria ingår i släktet Parasmittina och familjen Smittinidae. Inga underarter finns listade i Catalogue of Life.